# Joe Greene (football américain)
Pour les articles homonymes, voir Joe Greene et Greene.
College Football Hall of Fame 1984
Pro Football Hall of Fame 1987
(en) Statistiques sur pro-football-reference
Charles Edward « Mean Joe » Greene, né le 24 septembre 1946 à Elgin au Texas, mieux connu sous le nom de « Mean » Joe Greene, est un joueur américain de football américain évoluant au poste de defensive tackle.

## Biographie
Il a joué pour les Steelers de Pittsburgh dans la National Football League (NFL) entre 1969 et 1981. Il est largement considéré comme un des meilleurs joueurs de ligne défensif de la NFL. Il était réputé pour son leadership, un compétiteur féroce avec un style de jeu intimidant d'où son surnom.
Il est né et a grandi à Temple au Texas et a intégré  l'université d'État de North Texas (actuellement dénommée université de North Texas) où il sera reconnu à l'unanimité joueur All-America lors de son année senior chez les Mean Green. 
Il est sélectionné par les Steelers en 4e choix global lors de la draft 1969 de la NFL. Il a de suite un impact sur son équipe et est désigné meilleur joueur défensif débutant (rookie) de la saison. Greene est crédité d'avoir fourni la base sur laquelle l'entraîneur des Steelers Chuck Noll a transformé la lugubre franchise en une dynastie sportive. Il était la pièce maîtresse de la défense « Steel Curtain » (rideau d'acier) qui a permis à Pittsburgh de remporter quatre Super Bowl en six saisons.
Tout au long de sa carrière, Greene a été l'un des joueurs défensifs les plus dominants de la NFL, capable de maîtriser facilement les joueurs de ligne offensifs adverses et de perturber le blocage. Son ancien coéquipier, Andy Russell, disait de Green qu'il était « sans aucun doute le meilleur joueur de la NFL dans les années 70 ».
Green a été intronisé au Pro Football Hall of Fame et au College Football Hall of Fame. Son maillot numéro 75 est l'un des deux seuls retirés par les Steelers. Greene est également bien connu pour son apparition dans « Hey Kid, Catch ! » , une publicité Coca-Cola qui a été diffusée pendant le Super Bowl XIV et qui a consolidé sa réputation de « joueur de football dur qui est un gars sympa ».

## Trophées et récompenses

### En NFL
- Vainqueur du Super Bowl (4) : IX, X, XIII, XIV[1] ;
- Meilleur joueur défensif de la saison (2) : 1972, 1974[1] ;
- Meilleur joueur défensif débutant de l'année (1) : 1969[1] ;
- Walter Payton Man of the Year Award : 1979[1] ;
- Sélectionné dans l'équipe type All-Pro (5) : 1972, 1973, 1974, 1977, 1979[6] ;
- Sélectionné dans la deuxième équipe All-Pro (3) : 1971, 1975, 1976[6] ;
- Sélectionné au Pro Bowl (10) : (1969, 1970, 1971, 1972, 1973, 1974, 1975, 1976, 1978, 1979[6] ;
- Sélectionné dans l'Équipe NFL de la décennie 1970[1] ;
- Sélectionné dans l'Équipe du 75e anniversaire de la NFL[1] ;
- Sélectionné dans l'équipe type du 100e anniversaire de la NFL (en)[1] ;
- Son maillot no 75 des Steelers de Pittsburgh retiré Pittsburgh[4] ;
- Sélectionné dans l'équipe type des Steelers de Pittsburgh (en) ;
- Membre du Hall of Honor des Steelers de Pittsburgh (en).

### En NCAA
- Joueur All-American par consensus : 1968[7] ;
- Son maillot no 75 des Mean Green de North Texas retiré.